# Alexander Karim
Alexander Ally Karim es un actor sueco, conocido por haber interpretado a Niklas Saxlid en las películas de Johan Falk. 

## Biografía
Es hermano del director y productor sueco Baker Karim y del director y presentador sueco Othman Karim
Alexander está casado con Malin Karim, la pareja tiene tres hijos Alba, Elias y Louie Karim.

## Carrera
En el 2012 Alexander apareció por primera vez en la franquicia de las películas de Johan Falk donde dio vida al oficial Niklas Saxlid, un miembro del Equipo de la Unidad de Investigaciones Especiales "GSI" en Johan Falk: Spelets regler, Johan Falk: De 107 patrioterna, Johan Falk: Alla råns moder, Johan Falk: Organizatsija Karayan y en Johan Falk: Barninfiltratören.
Ese mismo año obtuvo un pequeño papel en la popular película estadounidense Zero Dark Thirty donde dio vida a un detenido que se puede observar siendo interrogado por medio de un monitor.
En el 2013 apareció en la película Johan Falk: Kodnamn: Lisa como Niklas junto a Jakob Eklund, Jens Hultén, Joel Kinnaman y Meliz Karlge. 
Ese mismo año apareció en la serie sueca Real Humans donde interpretó a Douglas, un hombre que sale con Florentine "Flash" (Josephine Alhanko), hasta el 2014.
En el 2014 se unió al elenco recurrente de la primera temporada de la serie estadounidense Tyrant donde interpreta a Ihab Rashid, el hijo del Sheik Rashid (Mohammad Bakri) y actual líder de la resistencia que tiene aspiraciones para hacerse cargo del gobierno, hasta ahora. Durante la segunda temporada el personaje de Alexander fue promovido a principal.
Ese mismo año se unió al elenco de la película estadounidense Dying of the Light donde interpretó al terrorista árabe Muhammad Banir.
En el 2015 interpretó por última vez al investigador Niklas en las películas de Johan Falk: Tyst diplomati, Johan Falk: Blodsdiamanter, Johan Falk: Lockdown y finalmente en la última entre de la franquicia Johan Falk: Slutet.
Ese mismo año apareció en la película sueca Jönssonligan - Den perfekta stöten (en español: "Un Plan Perfecto") donde interpretó a Ragnar Vanheden, un hombre que comete fraude que es reclutado junto con otros por el ladrón de autos Charles Ingvar Jönsson (Simon J. Berger) para ayudarlo a atrapar a la corrupta empresaria Wallentin (Andrea Edwards).
También se unió al elenco recurrente de la miniserie Arne Dahl: En midsommarnattsdröm donde dio vida al oficial de la policía Bengt Åkesson, papel que interpretó nuevamente ese mismo año en Arne Dahl: Dödsmässa y Arne Dahl: Mörkertal.

## Filmografía

### Películas
| Año  | Título                             | Personaje        | Notas |
| ---- | ---------------------------------- | ---------------- | --- |
| 2015 | Jönssonligan - Den perfekta stöten | Ragnar Vanheden  | junto a Jens Hultén, Simon J. Berger, Torkel Petersson, Susanne Thorson y Andrea Edwards                    |
| 2015 | Johan Falk: Slutet                 | Niklas Saxlid    | junto a Jakob Eklund, Jens Hultén, Meliz Karlge, Mikael Tornving y Mårten Svedberg                          |
| 2015 | Johan Falk: Lockdown               | Niklas Saxlid    | junto a Jakob Eklund, Jens Hultén, Meliz Karlge, Henrik Norlén, Mårten Svedberg y Mikael Tornving           |
| 2015 | Johan Falk: Blodsdiamanter         | Niklas Saxlid    | junto a Jakob Eklund, Jens Hultén, Meliz Karlge y Mårten Svedberg                                           |
| 2015 | Johan Falk: Tyst diplomati         | Niklas Saxlid    | junto a Jakob Eklund, Jens Hultén, Meliz Karlge, Mårten Svedberg, Alexandra Rapaport y Mikael Tornving      |
| 2014 | Dying of the Light                 | Muhammad Banir   | junto a Nicolas Cage, Anton Yelchin, Irène Jacob, Victor Webster y Tomiwa Edun                              |
| 2013 | Johan Falk: Kodnamn: Lisa          | Niklas Saxlid    | junto a Jakob Eklund, Joel Kinnaman, Jens Hultén, Meliz Karlge, Mårten Svedberg y Henrik Norlén             |
| 2012 | Johan Falk: Barninfiltratören      | Niklas Saxlid    | junto a Jakob Eklund, Joel Kinnaman, Jens Hultén, Meliz Karlge, Mårten Svedberg y Mikael Tornving           |
| 2012 | Johan Falk: Organizatsija Karayan  | Niklas Saxlid    | junto a Jakob Eklund, Joel Kinnaman, Jens Hultén, Meliz Karlge, Mårten Svedberg y Mikael Tornving           |
| 2012 | Johan Falk: Alla råns moder        | Niklas Saxlid    | junto a Jakob Eklund, Joel Kinnaman, Jens Hultén, Meliz Karlge, Mårten Svedberg y Mikael Tornving           |
| 2012 | Johan Falk: De 107 patrioterna     | Niklas Saxlid    | junto a Jakob Eklund, Joel Kinnaman, Jens Hultén, Meliz Karlge, Mårten Svedberg y Anastasios Soulis         |
| 2012 | Johan Falk: Spelets regler         | Niklas Saxlid    | junto a Jakob Eklund, Joel Kinnaman, Jens Hultén, Meliz Karlge, Mårten Svedberg y Mikael Tornving           |
| 2012 | Zero Dark Thirty                   | Prisionero       | junto a Jessica Chastain, Jason Clarke, Kyle Chandler, Jennifer Ehle y Simon Abkarian                       |
| 2011 | Varg Veum - Svarte får             | Alexander Latoor | junto a Trond Espen Seim, Lene Nystrøm, Bjørn Floberg, Kjærsti Odden Skjeldal, Jakob Oftebro y Emil Johnsen |

### Series de televisión
| Año             | Título                           | Personaje      | Notas                       |
| --------------- | -------------------------------- | -------------- | --------------------------- |
| 2018 - presente | Advokaten                        | Frank Nordling | 10 episodios                |
| 2018            | Morden i Sandhamn                | Carsten        | episodio "I maktens skugga" |
| 2014 - 2016     | Tyrant                           | Ihab Rashid    | 30 episodios                |
| 2015            | Arne Dahl: Mörkertal             | Bengt Åkesson  | 2 episodios - miniserie     |
| 2015            | Arne Dahl: Dödsmässa             | Bengt Åkesson  | 2 episodios - miniserie     |
| 2015            | Arne Dahl: En midsommarnattsdröm | Bengt Åkesson  | 2 episodios - miniserie     |
| 2013 - 2014     | Real Humans                      | Douglas        | 7 episodios                 |
| 2006            | Tatort                           | Barman         | episodio "Mann über Bord"   |

### Escritor y director
| Año  | Título           | Notas                             |
| ---- | ---------------- | --------------------------------- |
| 2012 | Threshold        | corto - asistente de director     |
| 2009 | Familjen Babajou | episodio "Del 1" - escritor       |
| 2005 | Om Sara          | departamento de reparto adicional |
| 2002 | Malcolm          | corto - escritor                  |

## Premios y nominaciones
| Año  | Categoría                                                                         | Premio     | Película | Resultado |
| ---- | --------------------------------------------------------------------------------- | ---------- | -------- | --------- |
| 2003 | Best Live Action Over 15 Minutes - 2° Place (junto a Anja Birgmann y Baker Karim) | Jury Award | -        | Nominados |